# Cyphicerini
Tribu
Cyphicerini est une tribu de la famille des Curculionidae et de la sous-famille des Entiminae.

## Sous-tribus et genres
- Sous-tribu: Mylacorrhinina Reitter, 1913 
  - Genre: Altonomus Desbrochers, 1907
  - Genre: Gyratogaster K.Daniel & J.Daniel, 1903
  - Genre: Leianisorhynchus Pic, 1905
- Sous-tribu: Myllocerina Pierce, 1913 
  - Genre: Calomycterus Roelofs, 1873
  - Genre: Corigetus Desbrochers, 1872
  - Genre: Cyphicerinus Marshall, 1928
  - Genre: Ectmetaspidus Formanek, 1908
  - Genre: Eumyllocerus Sharp, 1896
  - Genre: Myllocerus Schönherr, 1823
  - Genre: Myosides Roelofs, 1873
  - Genre: Ptochus Schönherr, 1826
  - Genre: Sphaeroptochus Zherichin & Egorov, 1990
- Sous-tribu: Phytoscaphina Lacordaire, 1863 
  - Genre: Chloebius Schönherr, 1826
  - Genre: †Sucinophyllobius Wanat & Boroviec, 1986